# Isòtops del poloni
El poloni (Po) té 33 isòtops, tots ells radioactius. La seva massa atòmica varia del 188 als 220 u. El 210Po és el més abundant. El 209Po amb un període de semidesintegració de 103 anys i el 208Po amb un període de semidesintegració de 2,9 anys es poden obtenir per bombardeig d'alfa, protó o deurotó del plom o el bismut en un ciclotró.

## 210Po
El 210Po és un emissor alfa que té un període de semidesintegració de 138,376 dies, es desintegra directament en el seu producte de desintegració, el 206Pb. Un mil·ligram de 210Po emet tantes partícules alfa per segon com 4,215 grams de 226Ra. Uns pocs curies (1 curie és igual a 37 gigabecquerels) de 210Po emeten un raig blau causat per l'excitació de l'aire circumdant. Un simple gram de210Po genera 140 watts d'energia. A l'emetre tantes partícules alfa, que s'aturen a una distància curta en medis densos i alliberen la seva energia, el 210Pos'ha usat com a font de calor de llum lleugera per donar energia a cel·les termoelèctriques de satèl·lits artificials; per exemple, la font de calor de 210Po s'utilitzà en la superfície de la Lluna, per mantenir els components interns calents durant la nit lunar. Alguns raspalls antiestàtics contenen fins a 500 microcuries de 210Po com a font de partícules carregades per neutralitzar l'electricitat estàtica en materials com pel·lícules fotogràfiques El 210Po fou usat en l'assassinat de l'oficial dissident rus i ex-Servei Federal de Seguretat de la Federació Russa Alexander V. Litvinenko el 2006.
Usualment el 210Po es desintegra per emissió d'una única partícula alfa, no per l'emissió d'una partícula alfa i un raig gamma. Només una de cada 100.000 desintegracions donaran lloc a una emissió de raigs gamma. Aquesta baixa producció de raigs gamma fa que sigui difícil de trobar i identifica aquest isòtop.

## Noms antics dels isòtops
Els isòtops de poloni de cadenes de desintegració radioactives d'actini, radi i tori es coneixien com:
- actini CI : 211Po
- tori CI : 212Po
- radi CI : 214Po
- actini A : 215Po
- tori A : 216Po
- radi A : 218Po

## Taula
| Símbol del núclid | Z(p)                | N(n)                | massa isotòpica(u)  | període de semidesintegració  | Espín nuclear | composició isotòpics representativa (fracció molar) | rang de variació natural (fracció molar) |
| Símbol del núclid | energia d'excitació | energia d'excitació | energia d'excitació | període de semidesintegració  | Espín nuclear | composició isotòpics representativa (fracció molar) | rang de variació natural (fracció molar) |
| ----------------- | ------------------- | ------------------- | ------------------- | ----------------------------- | ------------- | --------------------------------------------------- | ---------------------------------------- |
| 188Po             | 84                  | 104                 | 187.999422(21)      | 430(180) µs [0.40(+20-15) ms] | 0+            |                                                     |                                          |
| 189Po             | 84                  | 105                 | 188.998481(24)      | 5(1) ms                       | 3/2-#         |                                                     |                                          |
| 190Po             | 84                  | 106                 | 189.995101(14)      | 2.46(5) ms                    | 0+            |                                                     |                                          |
| 191Po             | 84                  | 107                 | 190.994574(12)      | 22(1) ms                      | 3/2-#         |                                                     |                                          |
| 191mPo            | 130(21) keV         | 130(21) keV         | 130(21) keV         | 93(3) ms                      | (13/2+)       |                                                     |                                          |
| 192Po             | 84                  | 108                 | 191.991335(13)      | 32.2(3) ms                    | 0+            |                                                     |                                          |
| 192mPo            | 2600(500)# keV      | 2600(500)# keV      | 2600(500)# keV      | ~1 µs                         | 12+#          |                                                     |                                          |
| 193Po             | 84                  | 109                 | 192.99103(4)        | 420(40) ms [370(+46-40) ms]   | 3/2-#         |                                                     |                                          |
| 193mPo            | 100(30)# keV        | 100(30)# keV        | 100(30)# keV        | 240(10) ms [243(+11-10) ms]   | (13/2+)       |                                                     |                                          |
| 194Po             | 84                  | 110                 | 193.988186(13)      | 0.392(4) s                    | 0+            |                                                     |                                          |
| 194mPo            | 2525(2) keV         | 2525(2) keV         | 2525(2) keV         | 15(2) µs                      | (11-)         |                                                     |                                          |
| 195Po             | 84                  | 111                 | 194.98811(4)        | 4.64(9) s                     | 3/2-#         |                                                     |                                          |
| 195mPo            | 110(50) keV         | 110(50) keV         | 110(50) keV         | 1.92(2) s                     | 13/2+#        |                                                     |                                          |
| 196Po             | 84                  | 112                 | 195.985535(14)      | 5.56(12) s                    | 0+            |                                                     |                                          |
| 196mPo            | 2490.5(17) keV      | 2490.5(17) keV      | 2490.5(17) keV      | 850(90) ns                    | (11-)         |                                                     |                                          |
| 197Po             | 84                  | 113                 | 196.98566(5)        | 53.6(10) s                    | (3/2-)        |                                                     |                                          |
| 197mPo            | 230(80)# keV        | 230(80)# keV        | 230(80)# keV        | 25.8(1) s                     | (13/2+)       |                                                     |                                          |
| 198Po             | 84                  | 114                 | 197.983389(19)      | 1.77(3) min                   | 0+            |                                                     |                                          |
| 198m1Po           | 2565.92(20) keV     | 2565.92(20) keV     | 2565.92(20) keV     | 200(20) ns                    | 11-           |                                                     |                                          |
| 198m2Po           | 2691.86(20) keV     | 2691.86(20) keV     | 2691.86(20) keV     | 750(50) ns                    | 12+           |                                                     |                                          |
| 199Po             | 84                  | 115                 | 198.983666(25)      | 5.48(16) min                  | (3/2-)        |                                                     |                                          |
| 199mPo            | 312.0(28) keV       | 312.0(28) keV       | 312.0(28) keV       | 4.17(4) min                   | 13/2+         |                                                     |                                          |
| 200Po             | 84                  | 116                 | 199.981799(15)      | 11.5(1) min                   | 0+            |                                                     |                                          |
| 201Po             | 84                  | 117                 | 200.982260(6)       | 15.3(2) min                   | 3/2-          |                                                     |                                          |
| 201mPo            | 424.1(24) keV       | 424.1(24) keV       | 424.1(24) keV       | 8.9(2) min                    | 13/2+         |                                                     |                                          |
| 202Po             | 84                  | 118                 | 201.980758(16)      | 44.7(5) min                   | 0+            |                                                     |                                          |
| 202mPo            | 2626.7(7) keV       | 2626.7(7) keV       | 2626.7(7) keV       | >200 ns                       | 11-           |                                                     |                                          |
| 203Po             | 84                  | 119                 | 202.981420(28)      | 36.7(5) min                   | 5/2-          |                                                     |                                          |
| 203m1Po           | 641.49(17) keV      | 641.49(17) keV      | 641.49(17) keV      | 45(2) s                       | 13/2+         |                                                     |                                          |
| 203m2Po           | 2158.5(6) keV       | 2158.5(6) keV       | 2158.5(6) keV       | >200 ns                       |               |                                                     |                                          |
| 204Po             | 84                  | 120                 | 203.980318(12)      | 3.53(2) h                     | 0+            |                                                     |                                          |
| 205Po             | 84                  | 121                 | 204.981203(21)      | 1.66(2) h                     | 5/2-          |                                                     |                                          |
| 205m1Po           | 143.166(17) keV     | 143.166(17) keV     | 143.166(17) keV     | 310(60) ns                    | 1/2-          |                                                     |                                          |
| 205m2Po           | 880.30(4) keV       | 880.30(4) keV       | 880.30(4) keV       | 645 µs                        | 13/2+         |                                                     |                                          |
| 205m3Po           | 1461.21(21) keV     | 1461.21(21) keV     | 1461.21(21) keV     | 57.4(9) ms                    | 19/2-         |                                                     |                                          |
| 205m4Po           | 3087.2(4) keV       | 3087.2(4) keV       | 3087.2(4) keV       | 115(10) ns                    | 29/2-         |                                                     |                                          |
| 206Po             | 84                  | 122                 | 205.980481(9)       | 8.8(1) d                      | 0+            |                                                     |                                          |
| 206m1Po           | 1585.85(11) keV     | 1585.85(11) keV     | 1585.85(11) keV     | 222(10) ns                    | (8+)#         |                                                     |                                          |
| 206m2Po           | 2262.22(14) keV     | 2262.22(14) keV     | 2262.22(14) keV     | 1.05(6) µs                    | (9-)#         |                                                     |                                          |
| 207Po             | 84                  | 123                 | 206.981593(7)       | 5.80(2) h                     | 5/2-          |                                                     |                                          |
| 207m1Po           | 68.573(14) keV      | 68.573(14) keV      | 68.573(14) keV      | 205(10) ns                    | 1/2-          |                                                     |                                          |
| 207m2Po           | 1115.073(16) keV    | 1115.073(16) keV    | 1115.073(16) keV    | 49(4) µs                      | 13/2+         |                                                     |                                          |
| 207m3Po           | 1383.15(6) keV      | 1383.15(6) keV      | 1383.15(6) keV      | 2.79(8) s                     | 19/2-         |                                                     |                                          |
| 208Po             | 84                  | 124                 | 207.9812457(19)     | 2.898(2) a                    | 0+            |                                                     |                                          |
| 209Po             | 84                  | 125                 | 208.9824304(20)     | 102(5) a                      | 1/2-          |                                                     |                                          |
| 210Po             | 84                  | 126                 | 209.9828737(13)     | 138.376(2) d                  | 0+            |                                                     |                                          |
| 210mPo            | 5057.61(4) keV      | 5057.61(4) keV      | 5057.61(4) keV      | 263(5) ns                     | 16+           |                                                     |                                          |
| 211Po             | 84                  | 127                 | 210.9866532(14)     | 0.516(3) s                    | 9/2+          |                                                     |                                          |
| 211m1Po           | 1462(5) keV         | 1462(5) keV         | 1462(5) keV         | 25.2(6) s                     | (25/2+)       |                                                     |                                          |
| 211m2Po           | 2135.7(9) keV       | 2135.7(9) keV       | 2135.7(9) keV       | 243(21) ns                    | (31/2-)       |                                                     |                                          |
| 211m3Po           | 4873.3(17) keV      | 4873.3(17) keV      | 4873.3(17) keV      | 2.8(7) µs                     | (43/2+)       |                                                     |                                          |
| 212Po             | 84                  | 128                 | 211.9888680(13)     | 299(2) ns                     | 0+            |                                                     |                                          |
| 212mPo            | 2911(12) keV        | 2911(12) keV        | 2911(12) keV        | 45.1(6) s                     | (18+)         |                                                     |                                          |
| 213Po             | 84                  | 129                 | 212.992857(3)       | 3.65(4) µs                    | 9/2+          |                                                     |                                          |
| 214Po             | 84                  | 130                 | 213.9952014(16)     | 164.3(20) µs                  | 0+            |                                                     |                                          |
| 215Po             | 84                  | 131                 | 214.9994200(27)     | 1.781(4) ms                   | 9/2+          |                                                     |                                          |
| 216Po             | 84                  | 132                 | 216.0019150(24)     | 0.145(2) s                    | 0+            |                                                     |                                          |
| 217Po             | 84                  | 133                 | 217.006335(7)       | 1.47(5) s                     | 5/2+#         |                                                     |                                          |
| 218Po             | 84                  | 134                 | 218.0089730(26)     | 3.10(1) min                   | 0+            |                                                     |                                          |
| 219Po             | 84                  | 135                 | 219.01374(39)#      | 2# min [>300 ns]              | 7/2+#         |                                                     |                                          |
| 220Po             | 84                  | 136                 | 220.01660(39)#      | 40# s [>300 ns]               | 0+            |                                                     |                                          |